# Comtesse de Loynes
Pour les articles homonymes, voir De Loynes.
Marie-Anne Detourbay, dite Mademoiselle Jeanne de Tourbey et par son mariage comtesse de Loynes, née le 18 janvier 1837 à Reims et morte le 15 janvier 1908 à Paris, est une demi-mondaine et salonnière française, qui tint un salon littéraire et politique influent sous le Second Empire et la Troisième République, maîtresse en titre du critique littéraire Jules Lemaître.

## Biographie

### Premières années
Marie-Anne Detourbay, fille naturelle de Marie Anne Detourbay, épinceteuse, est née rue Neuve à Reims dans une famille pauvre et nombreuse,. Un historien local affirme qu’ « à l’aurore de sa lumineuse adolescence », elle fut embauchée par une maison de champagne pour rincer les bouteilles au fond d’un cellier:45-46.

### Carrière
Sa seizième année accomplie, elle monte à Paris, enlevée par un acteur de passage, et s’installe sous le nom de « Mademoiselle Jeanne de Tourbey ».
Elle a pour premier protecteur Marc Fournier, directeur du théâtre de la Porte-Saint-Martin:5, qu’elle ruine et qui doit la céder au prince Napoléon, cousin de Napoléon III, qui l’installe magnifiquement dans un appartement de la rue de l'Arcade, à deux pas de l’avenue des Champs-Élysées. Elle y reçoit une assemblée exclusivement masculine où l’on voit le « Tout-Paris des Lettres » : Ernest Renan, Sainte-Beuve, Théophile Gautier, Lucien-Anatole Prévost-Paradol, Émile de Girardin.

### Salon mondain
Par sa meilleure amie, la comédienne Joséphine Clémence d'Ennery, surnommée « Gisette », elle fait la connaissance de Gustave Flaubert et Khalil-Bey, qui tombent amoureux d’elle. De Tunis, où il s’est rendu pour l’écriture de Salammbô, le romancier lui envoie des lettres passionnées, écrivant :

« Ce n’est pas pour tenir à ma promesse que je vous écris, chère et belle voisine, mais parce que je songe à vous presque continuellement ! Et je n’ai que cela à vous dire, pas autre chose ! Je le jure par vos beaux yeux et vos belles mains. […] Dans huit jours je repars et dans trois semaines je vous reverrai. C’est là l’important. — Avec quelle joie je me précipiterai vers votre maison et comme mon cœur battra en tirant votre sonnette ! — Quand je serai à vos pieds, sur votre tapis, nous causerons de mon voyage, si cela vous amuse. […] Si vous saviez comme je pense à votre appartement, qui vous contient, et jusqu’aux meubles qui vous entourent ! N’avez-vous pas depuis mon départ senti, quelquefois, comme un souffle qui passait sur vous. C’était quelque chose de moi, qui, s’échappant de mon cœur, traversait l’espace, invisiblement, et arrivait jusque là-bas ! J’ai vécu depuis cinq semaines avec ce souvenir (qui est un désir aussi). Votre image m’a tenu compagnie dans la solitude, incessamment. J’ai entendu votre voix à travers le bruit des flots et votre charmant visage voltige autour de moi, sur les haies de nopals, à l’ombre des palmiers et dans l’horizon des montagnes. Il me semble que j’ai emporté de votre chère personne une sorte d’émanation qui me pénètre, un parfum dont je suis embaumé, qui m’assoupit et qui m’enivre. Je vous en veux d’occuper tant de place dans ma pensée. Quand je veux rêver à Carthage, c’est la rue de Vendôme qui se représente. »

Vers 1862, elle rencontre Ernest Baroche, fils de Pierre Jules Baroche, ministre de la Justice de Napoléon III, maître des requêtes au Conseil d’État, directeur du commerce extérieur au ministère de l’Agriculture et industriel du sucre, qui en tombe extrêmement amoureux, et se serait fiancé avec elle. Commandant du 12e bataillon des mobiles de la Seine, il est tué au combat au Bourget le 30 octobre 1870 – le lendemain de la mort de son père, enfui à Jersey – lui laissant l’énorme somme de 800 000 francs-or, ce qui lui permet d’épouser, en 1872, l’authentique comte Victor Edgar de Loynes, officier carabinier démissionnaire, fils du député Alphonse-Denis de Loynes. Ce mariage la fait accéder à la haute société, mais les époux ne tardent pas à se séparer, le comte partant pour l’Amérique:10. Il meurt, le 28 février 1907, au 10, rue de Berlin, à Paris, noté célibataire.
Bien que le mariage n’ait été que religieux, car la famille de son époux s’est opposée à leur union civile, elle porte et conserve l’usage des nom et titre de « comtesse de Loynes ». Ses réceptions gagnent en prestige. Désormais, elle reçoit, sur la suggestion d’Émile de Girardin:10, tous les jours entre 5 et 7 heures. Sa surface mondaine s’accroît encore lorsqu’elle s’installe sur l’avenue des Champs-Élysées même, au no 102:11. Aux célébrités du Second Empire succèdent alors celles de la Troisième République naissante, nouveau régime que la comtesse de Loynes n’aime guère : Georges Clemenceau, Georges de Porto-Riche, Alexandre Dumas fils, qui la surnomme « la Dame aux violettes » car elle en porte toujours à son corsage:7, Ernest Daudet, Henry Houssaye, Pierre Decourcelle, et bientôt beaucoup de jeunes écrivains et musiciens emmenés par Maurice Barrès — qui lui offre ses deux livres Huit jours chez M. Renan (1890) et Du sang, de la volupté, et de la mort (1894), luxueusement reliés pour elle par Charles Meunier en 1897 —, Paul Bourget, Marcel Proust, Georges Bizet et Henri Kowalski.

### Politique
Entre 1880 et 1885, elle rencontre chez Arsène Houssaye le critique Jules Lemaître, de quinze ans son cadet, qui va devenir l’homme de sa vie,. Sous son impulsion et celle du poète François Coppée, il fonde en 1899, la Ligue de la patrie française, dont il devient le premier président,. Encourageant le nationalisme, ils mettent leurs espoirs politiques — comme, entre autres personnalités, la duchesse d’Uzès — dans le général Boulanger et deviennent passionnément anti-dreyfusards, entraînant la rupture avec certains de leurs amis, comme Georges Clémenceau (qui aurait été son intime), Georges de Porto-Riche ou Anatole France. Elle reçoit alors dans son salon Édouard Drumont, Jules Guérin ou Henri Rochefort:12.

« Vers 1901, […] tous les soirs, un peu avant sept heures – on dînait très exactement à sept heures chez Mme de Loynes – M. Jules Lemaître remontait la rue d'Artois […] pour se rendre au fameux entresol où l’attendait une femme blondie, fardée, et qui parait de satins clairs une soixantaine largement dépassée. […] Dans son salon, Mme de Loynes opposait crânement ses cheveux décolorés, ses rides et ses atours tapageurs au portrait qu’avait fait d’elle Amaury-Duval : une jeune femme brune, aux cheveux sages, strictement vêtue de velours noir. »

À la fin de sa vie, en janvier 1908, Mme de Loynes aide Charles Maurras et Léon Daudet à fonder L’Action française, en offrant 100 000 francs-or:12. En 1917, Léon Daudet publie une série de portraits des hommes fréquentant le salon de Madame de Loynes dans Salons et journaux.

### Mort
En 1908, se sentant grippée, la comtesse de Loynes part, avec sa dame de compagnie Pauline, se promener à la forêt. Rentrée chez elle, elle meurt dans son sommeil,.
Elle est inhumée au cimetière de Montmartre, où elle rejoint ses parents (30e division, 8e ligne, no 20, chemin Guersant). On a un temps pensé que sa tombe, longtemps abandonnée, avait été détruite pour défaut d’entretien et la concession reprise, mais elle est jusqu’à ce jour restée en place, seulement dissimulée par une végétation luxuriante.

## Résidences
Reims
- 58, rue Neuve, à sa naissance en 1837[2]
- 16, rue du Cadran-Saint-Pierre (en 1852) ;
- 8, rue de la Grosse-Écritoire (en 1854, pension bourgeoise).

Paris
- Place Royale ;
- rue de Vendôme (en 1857) ;
- 28, rue de l'Arcade (8e arrondissement) (en 1865) ;
- 53, avenue d'Iéna (en 1886) ;
- 152, avenue des Champs-Élysées (8e arrondissement) (dès 1896).